# Kate

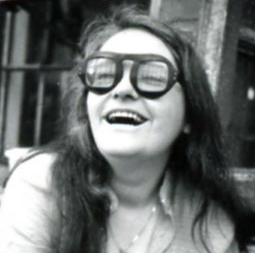
Kate Millett, cirka 1970.

Kate (även Cate) är ett kvinnonamn som främst förekommer i engelskspråkiga kulturer. Det är en kortform av Katarina och varianter därav.

## Personer med namnet Kate

### Musiker
- Kate Bush, engelsk sångerska
- Kate Nash, engelsk musiker
- Kate Ryan, belgisk sångerska

### Skådespelare
- Kate Beckinsale, engelsk skådespelare
- Cate Blanchett, australiensisk skådespelare
- Kate Bosworth, amerikansk skådespelare
- Kate Capshaw, amerikansk skådespelare och producent
- Kate Hudson, amerikansk skådespelare, dotter till Goldie Hawn
- Kate Jackson, amerikansk skådespelare
- Kate Mulgrew, amerikansk skådespelare
- Mary-Kate Olsen, amerikansk skådespelare
- Kate Thunman, svensk skådespelare
- Kate Winslet, engelsk skådespelare

### Personer inom politik och ideologi
- Kate Millett, amerikansk feminist
- Kate Sheppard, nyzeeländsk suffragett

### Författare
- Kate Chopin

### Fotomodeller
- Kate Moss, engelsk modell

## Fiktiva personer
- Kate Austen, roll spelad av Evangeline Lilly i TV-serien Lost
- Kate Lockley, roll i TV-serien Angel